# Robert Bintz
Robert Bintz (16 de fevereiro de 1930 - 4 de setembro de 2022) foi um ex-ciclista luxemburguês.
Competiu representando o Luxemburgo em duas provas no ciclismo de estrada durante os Jogos Olímpicos de 1948, realizados em Londres, Grã-Bretanha.